# Gaizka
Gaizka  è un nome proprio di persona basco maschile.

## Varianti
- Femminili: Gaizkane[2]

## Origine e diffusione

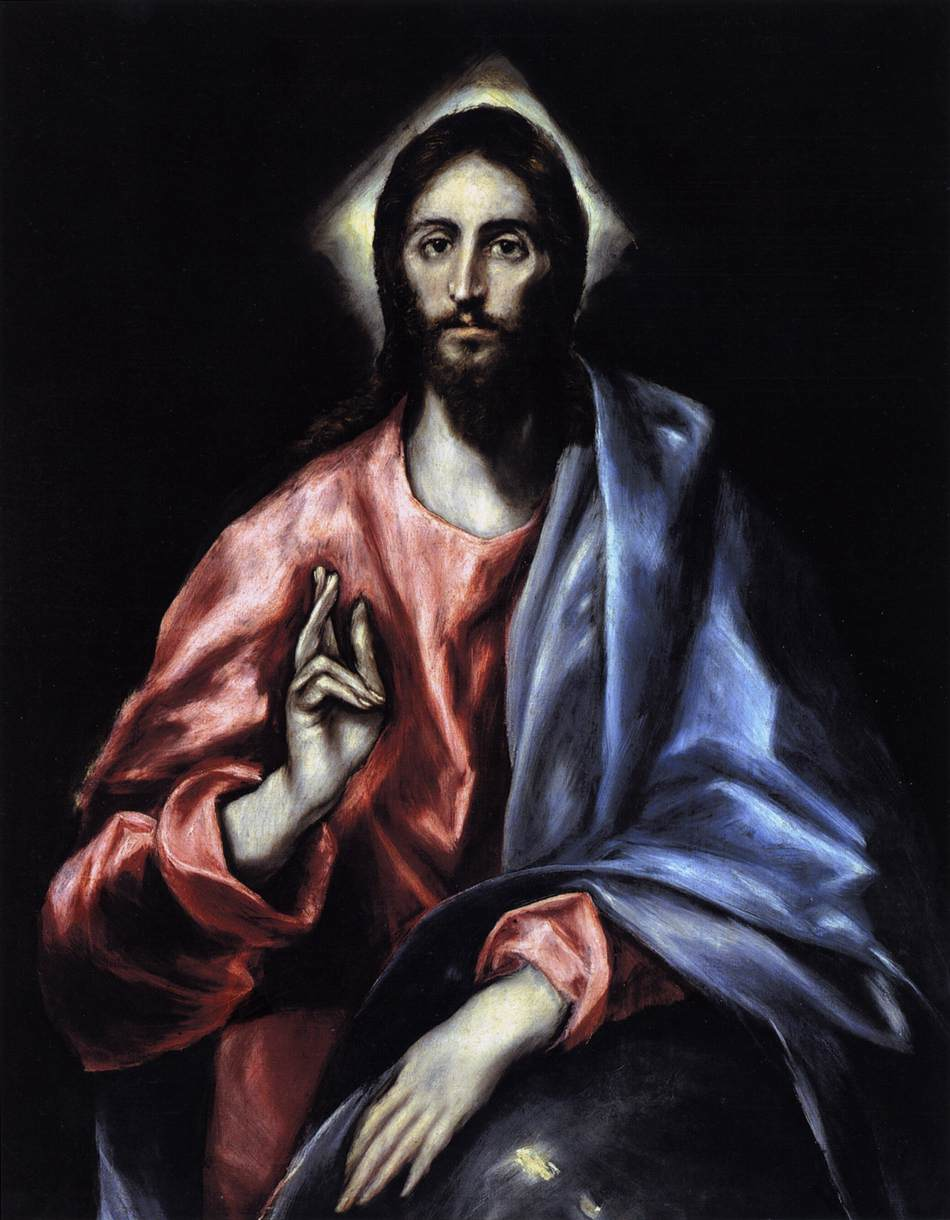
Cristo il Salvatore, di el Greco

Riprende un termine basco che vuol dire "salvatore"; si tratta, in sostanza, di un equivalente basco del nome Salvatore, con riferito alla figura messianica di Gesù.

## Persone
- Gaizka Garitano, calciatore e allenatore di calcio spagnolo
- Gaizka Larrazabal, calciatore spagnolo
- Gaizka Maiza, cestista spagnolo
- Gaizka Mendieta, disc jockey e calciatore spagnolo
- Gaizka Saizar Lekuona, calciatore spagnolo
- Gaizka Toquero, calciatore spagnolo